# Gerhard Schindler

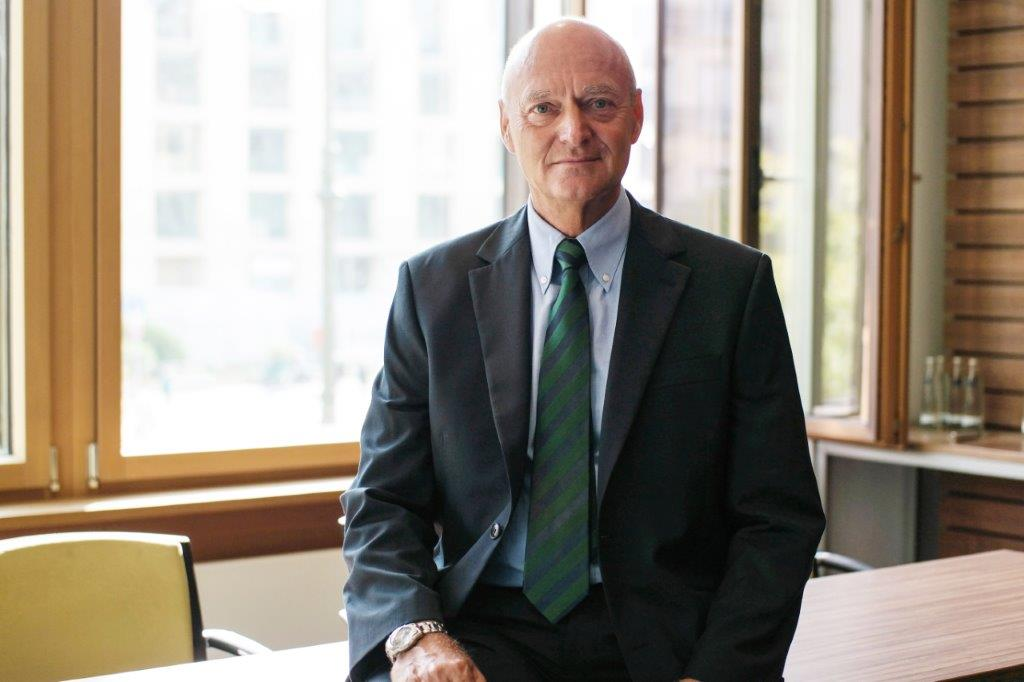
Gerhard Schindler, 2018

Gerhard Schindler (* 4. Oktober 1952 in Kollig) ist ein deutscher Jurist und Beamter im Ruhestand. Er war vom 1. Januar 2012 bis zum 30. Juni 2016 Präsident des Bundesnachrichtendienstes und ist seitdem als Unternehmensberater und Lobbyist tätig.

## Leben
Schindlers Eltern kamen aus Siebenbürgen und Bessarabien. Er besuchte das damalige Kurfürst-Balduin-Aufbaugymnasium in Münstermaifeld und legte dort 1972 das Abitur ab. Anschließend leistete er Wehrdienst bei der Fallschirmjägertruppe der Bundeswehr; er ist Oberleutnant der Reserve. 1974 begann er ein Studium der Rechtswissenschaften an der Universität des Saarlandes in Saarbrücken und wurde Mitglied der Saarbrücker Burschenschaft Germania; 1980 legte er die Erste Prüfung und 1982 die Zweite Staatsprüfung ab.
Bis 1984 war er als Polizeivollzugsbeamter beim Bundesgrenzschutz tätig. 1985 wurde er Referent in der Abteilung Zivile Verteidigung im Bundesministerium des Innern. Beim Bundesamt für Verfassungsschutz in Köln war er von 1987 bis 1989 als Referatsleiter tätig. 1989 kehrte er zum Innenministerium zurück. Er war Leiter des Haushaltsreferats, ständiger Vertreter des Leiters der Zentralabteilung und Leiter der Stabsstelle „Moderner Staat – Moderne Verwaltung“. 2003 wurde er Unterabteilungsleiter Terrorismusbekämpfung. Ab 2008 war er als Ministerialdirektor Abteilungsleiter Öffentliche Sicherheit. In seinen Zuständigkeitsbereich fielen die Fachaufsicht über das Bundeskriminalamt und das Bundesamt für Verfassungsschutz. Er gilt als Fachmann für kriminelle und terroristische Netzwerke, IT-Sicherheit und Computerkriminalität.
Im Dezember 2011 folgte er Ernst Uhrlau als Präsident des Bundesnachrichtendienstes. Er galt wie der ehemalige Präsident des Bundesamts für Verfassungsschutz Hans-Georg Maaßen und der Präsident des Bundespolizeipräsidiums Dieter Romann als Kritiker der Aufnahme von Flüchtlingen im Rahmen der Flüchtlingskrise ab 2015 durch Bundeskanzlerin Angela Merkel. Am 30. Juni 2016 wurde Schindler in den einstweiligen Ruhestand versetzt und Bruno Kahl trat zum 1. Juli 2016 die Nachfolge Schindlers an. Mit Ablauf des April 2018 erreichte Schindler die Regelaltersgrenze für Bundesbeamte und gilt seitdem als dauernd in den Ruhestand versetzt.
Seit November 2016 berät Schindler Unternehmen in Sicherheitsfragen und arbeitet für eine international agierende Lobbying-Firma mit Sitz in Berlin und Brüssel.
Im Jahr 2021 gründete er gemeinsam mit Stefan Kirsten, Tom Enders, Sandro Gaycken, Benjamin Rohé und weiteren das Unternehmen Monarch, das sich mit Fragen der Demokratiesicherung, Informationssicherheit bei komplexen Datenlagen sowie Methoden zur Nachverfolgung von Betrug und Korruption befasst. Mitglieder des Beirats sind u. a. Cathryn Clüver Ashbrook und Peter R. Neumann.
Schindler ist seit seinem Studium Mitglied der FDP. Von 1989 bis 1994 war er Mitglied des Gemeinderates in Nörvenich. Er ist verheiratet und Vater eines Kindes.

## Kontroversen
Im Juli 2013 geriet Schindler durch sein Verhalten in der NSA-Affäre in Erklärungsnot, als das ARD-Magazin Fakt berichtete, das Überwachungsprogramm PRISM sei der Bundeswehr schon vor den ersten Enthüllungen bekannt gewesen.  Regierungssprecher Steffen Seibert erklärte darauf im Auftrag des BND, dass es sich um eine (gleichnamige?) eigene NATO-Software handelte. Das Bundesministerium der Verteidigung widersprach dieser Darstellung; vielmehr bestelle man die benötigten Informationen bei den Amerikanern und lasse sich diese liefern.
Ab dem 10. August 2013 berichteten deutsche Medien von einer Involvierung des durch Schindler geleiteten BND bei der Übergabe von Mobilfunkdaten an die USA, die auch eine Hilfestellung bei der gezielten Tötung von Verdächtigen durch Drohnen ermöglicht hätten.
Im April 2015 wurde Schindler von Politikern aller im Bundestag vertretenen Parteien kritisiert, weil der BND unter seiner Leitung im Auftrag der NSA Daten und Kommunikation europäischer Unternehmen und Politiker abgeschöpft haben soll.
Unüblich waren seine Bemühungen um Transparenz, etwa Dreherlaubnis im BND und Interview im Frühstücksfernsehen, sowie Gespräche mit Journalisten, bei denen Schindler Einschätzungen etwa über Saudi-Arabien verbreitete, die den diplomatischen Interessen des Auswärtigen Amtes zuwiderliefen und dort für erheblichen Unmut sorgten.

## Autorentätigkeit nach Dienstende
Das Bundeskanzleramt lehnte nach einer fast zweijährigen Prüfung die Veröffentlichung seiner Memoiren ab. Das ursprünglich geplante Buch war 284 Seiten stark und trug den Titel Erinnerungen an den Bundesnachrichtendienst, gewidmet „allen aktiven und ehemaligen Angehörigen“ des BND. Die Entscheidung des Kanzleramtes zu seinen Memoiren kommentierte er zunächst nicht. Bei einer Veranstaltung des ehemaligen SPD-Bundestagsabgeordneten Burkhard Lischka formulierte er aber seine ursprüngliche Motivation zum Schreiben seiner Memoiren: „Ich wollte zeigen, was der Bundesnachrichtendienst aus meiner Sicht ist: Keine organisierte Kriminalität, keine Hypermenschen, kein James Bond.“ Anstelle seiner Memoiren veröffentlichte Schindler am 12. Oktober 2020 eine Streitschrift beim Econ Verlag unter dem Titel: Wer hat Angst vorm BND? Warum wir mehr Mut beim Kampf gegen die Bedrohungen unseres Landes brauchen. In diesem Buch kritisierte er nochmals die deutsche Flüchtlingspolitik, die Europa 2015 gespalten habe. Die Coronakrise habe gezeigt, dass eine Grenzschließung, die damals als „unmöglich“ bezeichnet wurde, doch möglich sei. Weiterhin beklagte er die Unterschätzung der geopolitischen Gefährlichkeit Chinas, die größer sei als die Russlands, und hob die Bedeutung der Nord-Stream-2-Gaspipeline für die Sicherung einer langfristigen deutsch-russischen Zusammenarbeit hervor. Er plädierte für die Nutzung besserer technischer Überwachungsmittel wie der Gesichtserkennung in Verkehrsmitteln und forderte eine realistische Migrationspolitik mit türkischsprachigen Schulen in Deutschland, die die Verfestigung einer Parallelgesellschaft verhindern solle. Der Widerstand gegen das Tragen des Kopftuchs trage mehr zur politischen Entfremdung der türkischstämmigen Menschen bei als das Kopftuch selbst. Der BND solle sich weniger um den Inlandsterrorismus kümmern, der besser in den Zuständigkeitsbereich des Verfassungsschutzes fallen solle, als vielmehr um die geopolitischen Gefahren; zu diesem Zweck solle der BND dem Bundesministerium der Verteidigung unterstellt werden.
Ende Juli 2025 veröffentlicht Schindler zusammen mit seiner Tochter Rebecca den Reisebericht "Geheimtipp Mosel - Ein Ex-Geheimdienstchef und seine Tochter pilgern den Mosel-Camino" im Selbstverlag. Das Buch basiert auf der Wanderung von Vater und Tochter entlang des 160 Kilometer langen Mosel-Pilgerweges im Juli 2024. Acht Tage waren beide gemeinsam unterwegs. "Geheimtipp Mosel", so heißt es auf der Rückseite des Covers, "gibt nicht nur spannende Einblicke in und rund um den Pilgerweg an der Mosel, sondern berichtet auch über eine intensive Vater-Tochter-Zeit, die Kraft des Gehens und den Mut, sich emotional auf den anderen einzulassen. Eine der schönsten Kulturlandschaften Deutschlands ist dabei mehr als nur Kulisse."